# 達利國際
達利國際集團有限公司，簡稱達利國際集團，以及達利國際（英語：HIGH FASHION INTERNATIONAL LIMITED，港交所：0608），則在1978年5月11日，由林富華（董事長及首席執行官）家族創立，名為「達利製衣有限公司」。
總部位於香港新界葵涌葵喜街1-11號達利國際中心11字樓。而股份則在1992年8月4日於香港交易所主板上市。而主要業務則是在國內、香港等全球國家經營梭織、針織、時裝便服、內衣系列、領帶服飾和絲綢家紡等高檔男女真絲產品。
至於旗下上市榮暉國際集團有限公司，則在2000年時開始重組。

## 連結
- HighFashion.com.hk （页面存档备份，存于）